# کوورون ات اومنکورت
کوورون ات اومنکورت (به فرانسوی: Couvron-et-Aumencourt) یک کمون (فرانسه) در فرانسه است که در ان (ا-دو-فرانس) واقع شده‌است. کوورون ات اومنکورت ۱۳٫۳۳ کیلومتر مربع مساحت دارد ۶۶ متر بالاتر از سطح دریا واقع شده‌است.